# Leemansmolen
De Leemansmolen is een korenmolen in Vriezenveen in de Nederlandse provincie Overijssel.
De molen is in 1862 gebouwd in opdracht van Hendrik Leemans. De molen was vroeger ook als pelmolen ingericht. Al voor de Tweede Wereldoorlog werd overgeschakeld op een motor die de stenen aandreef. In de Tweede Wereldoorlog echter werd weer gebruik van windkracht gemaakt. In 1962 werd de molen geheel gerestaureerd. In 1988 kwam de molen als gevolg van mankementen stil te staan. Na restauratie in 1997 wordt de molen weer elke zaterdagmorgen door vrijwillige molenaars in bedrijf gehouden.
De molen is in 1995 overgegaan in de 'Stichting Leemansmolen Vriezenveen'. Op 8 september 2012 wordt de molen vanwege het 150-jarig bestaan geopend door wethouder Johan Oordt en voorzitter Pieter van der Vinne van de stichting Overijsselse Molens.
De molen is thans ingericht met twee koppels maalstenen. De roeden van de molen zijn 21,60 meter lang. De binnenroede is voorzien van het Systeem van Bussel met zeilen. De buitenroede heeft Oud-Hollands systeem eveneens met zeilen.